# Пиер ван Хойдонк
Пиер ван Хойдонк е бивш холандски футболист от суринамски произход, централен нападател. Считан е за един от най-добрите изпълнители на преки свободни удари. На клубно ниво е най-известен като футболист на Селтик, Фейенорд и Фенербахче. През 2002 г. е избран за Футболист на годината в Холандия.

## Кариера
Хойдонк започва кариерата си в РБК Розендал, който по това време играе в Ерсте Дивизи. В дебютния си сезон вкарва 6 гола в 32 мача. Следващия сезон ван Хойдонк се утвърждава като водещ нападател на клуа и се разписва 27 пъти. През 1991 г. младият нападател е привлечен от НАК Бреда - клуба, на който симпатизира от дете. С екипа на НАК Хойдонк извървява пътя от нападател във Втора холандска дивизия до национал. Пиер е с основан принос за промоцията на НАК в Ередивизи, а през сезон 1993/94 поставя рекорд по най-много поредни мачове с отбелязан гол - 11. В началото на 1995 г. нападателят подписва с шотландския Селтик.
Хойдонк дебютира с попадение за „детелините“ в мач срещу Хартс. Макар и първият сезон в чужбина за Пиер да е труден, той успява да спечели сърцата на феновете. През май 1995 г. Хойдонк вкарва победния гол за Селтик на финала за Купата на Шотландия срещу Аърдайър. Холандецът успява да се превърна в голямата звезда на Селтик, ставайки голмайстор на първенството за 1996 с 26 гола. По време на престоя си в Селтик ван Хойдонк усъвършенства своите преки свободни удари и ги превръща в най-силното си оръжие. През 1996/97 Пиер остава по-често на резервната скамейка след неразбирателства със собственика на отбора Фъргъс Маккан. Няколко месеца преди края на сезона нападателят преминава в Нотингам Форест за 4,5 млн. паунда.
През сезон 1996/97 Нотингам Форест се бори за оцеляването си в Премиършип. Хойдонк изиграва 8 срещи до края на сезона, но се разписва само веднъж, а Форест изпадат. Въпреки това, холандецът остава в състава на бившия европейски клубен шампион. В Първа английска дивизия Пиер оформя тандем с Кевин Кембъл. Двамата вкарват общо 57 гола от 82-рата на отбора през сезона. Ван Хойдонк поделя голмайсторския приз с Кевин Филипс, като и двамата имат по 29 гола. През лятото на 1998 г. Хойдонк участва на Световното първенство във Франция, където отбелязва 1 гол – срещу Южна Корея.
След Мондиала Форест разпродават водещите си футболисти, освен Хойдонк. Пиер отказва да играе за отбора и до ноември поддържа форма с НАК Бреда. С желанието си да напусне, холандецът си спечелва неодобрението на публиката и съотборниците си. Все пак нападателят се връща във Форест през втория полусезон и вкарва 6 попадения в 21 срещи, включително и гол в последната минута срещу Ливърпул. Отборът завършва на последното 20-о място и отново изпада от елита.
През сезон 1999/00 Пиер носи екипа на Витес. Нападателят става голмайстор на отбора, отбелязвайки 25 попадения в шампионата. Помага на клуба да завърши на 4-то място в Ередивизи и да се класира в Купата на УЕФА. През 2000 г. подписва договор за три години с Бенфика. Макар Пиер да става водещ голмайстор на отбора, честата смяна на треньорите и разочароващото представяне в първенството са причини холандецът да напусне. Макар лисабонските орли да целят да го продадат на друг чуждестранен клуб, Пиер решава да се завърне в родината си.
През 2001 г. Хойдонк подписва с Фейенорд. Оформя нападателно дуо с Йон Дал Томасон. Сезон 2001/02 е блестящ за Хойдонк - той става голмайстор на първенството с 24 гола, а отборът завършва трети в Ередивизи. Пиер е с основен принос за спечелването на Купата на УЕФА същия сезон, отбелязвайки 2 гола на финала с Борусия Дортмунд, завършил 3:2. Нападателят става и голмайстор на турнира с 8 попадения. През 2002/03 Хойдонк вкарва 28 гола в 28 срещи – средно по 1 гол на мач. Фейенорд за втора победна година завършва на трето място.
През лятото на 2003 ван Хойдонк преминава във Фенербахче, където бързо се превръща в любимец на феновете. Холандецът става двукратен шампион на Турция, като това са единствените национални титли в кариерата му. За два сезона отбелязва 32 гола в 53 срещи. И до днес Пиер е считан за един от най-добрите футболисти в историята на „фенерите“, където си спечелва прозвището Aziz Pierre (Свети Пиер). През 2005 г. се завръща в НАК Бреда, а след един сезон отново облича екипа на Фейенорд. С ротердамци записва срещи в Купата на УЕФА. Нападателят слага край на кариерата си след края на сезон 2006/07.

## Успехи

### Отборни
- Купа на Шотландия – 1994/95
- Първа английска дивизия – 1997/98
- Купа на УЕФА – 2001/02
- Турска Суперлига – 2003/04, 2004/05

### Индивидуални
- Голмайстор на Шотландска премиър лига – 1995/96
- Голмайстор на Първа английска дивизия – 1997/98
- Футболист на годината на Нотингам Форест – 1997/98
- Голмайстор на Купата на УЕФА – 2001/02
- Голмайстор на Ередивизи – 2001/02
- Футболист на годината в Холандия – 2001/02